# Зельтісберг
Зельтісберг (нім. Seltisberg) — громада  в Швейцарії в кантоні Базель-Ланд, округ Лісталь.

## Географія
Громада розташована на відстані близько 65 км на північ від Берна, 3 км на південний захід від Лісталя.
Зельтісберг має площу 3,6 км², з яких на 16,1% дозволяється будівництво (житлове та будівництво доріг), 46,3% використовуються в сільськогосподарських цілях, 37,6% зайнято лісами, 0% не є продуктивними (річки, льодовики або гори).

## Демографія
2019 року в громаді мешкало 1290 осіб (+0,3% порівняно з 2010 роком), іноземців було 7,3%. Густота населення становила 362 осіб/км².
За віковим діапазоном населення розподілялося таким чином: 18,6% — особи молодші 20 років, 54,2% — особи у віці 20—64 років, 27,2% — особи у віці 65 років та старші. Було 554 помешкань (у середньому 2,3 особи в помешканні).
Із загальної кількості 224 працюючих 9 було зайнятих в первинному секторі, 47 — в обробній промисловості, 168 — в галузі послуг.